# Bisdom Fano-Fossombrone-Cagli-Pergola
Het bisdom Fano-Fossombrone-Cagli-Pergola (Latijn: Dioecesis Fanensis-Forosemproniensis-Calliensis-Pergulanus; Italiaans: Diocesi di Fano-Fossombrone-Cagli-Pergola) is een in Italië gelegen rooms-katholiek aartsbisdom met zetel in de stad Fano in de provincie Pesaro e Urbino. Het bisdom behoort tot de kerkprovincie Pesaro, en is, samen met het aartsbisdom Urbino-Urbania-Sant'Angelo in Vado, suffragaan aan het aartsbisdom Pesaro.

## Geschiedenis
Het bisdom Fano werd opgericht in de eerste eeuw. Het was suffragaan aan het aartsbisdom Ravenna. In 1568 werd het als immediatum onder direct gezag van de Heilige Stoel gebracht.
Op 30 september 1986 werd Fano door de Congregatie voor de Bisschoppen met het decreet Instantibus Votis samengevoegd met de bisdommen Cagli en Pergola en Fossombrone. Het bisdom met de nieuwe naam Fano-Fossombrone-Cagli-Pergola werd op 2 mei 2000 suffragaan gesteld aan het aartsbisdom Pesaro.

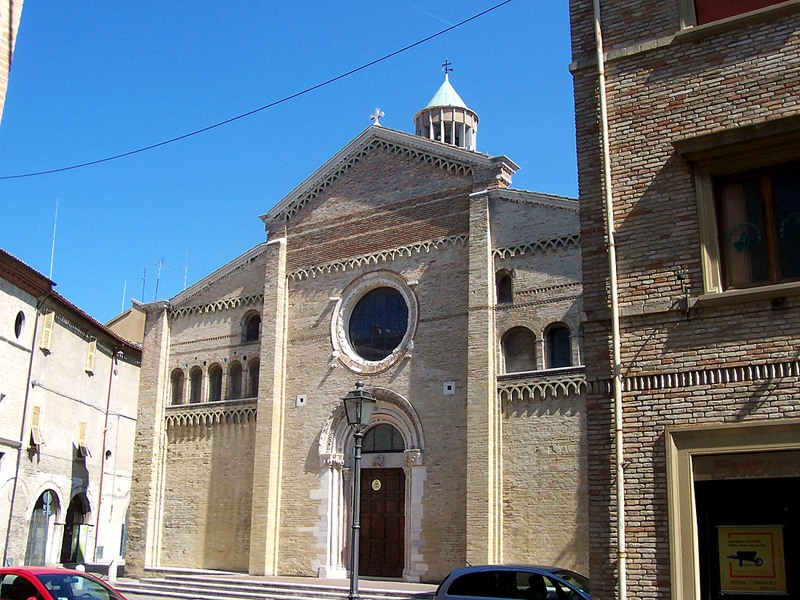
Kathedraal van Fano
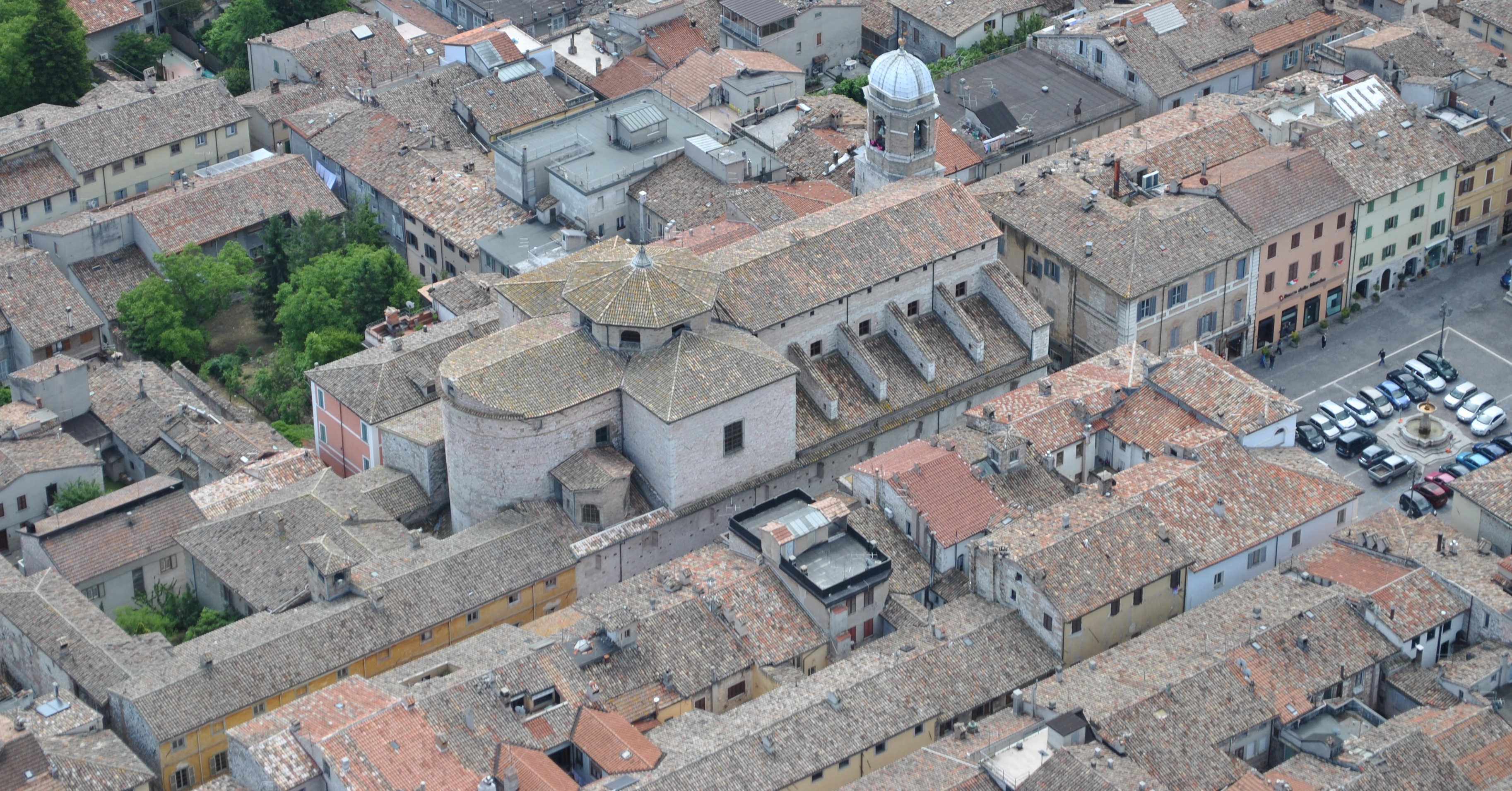
Cokathedraal van Cagli